# Нови Чифлик
Нови Чифлик или Кош Чифлик (грч. Χλόη, до 1963. грч. Νέο Τσιφλίκι) је насељено место у општини Костур у периферији Западна Македонија, Грчка. Према попису из 2021. године било је 3.233 становника.
Према бугарском географу и историчару, Василу Канчову, у Новом Чифлику је 1900. године живело 45 Словена хришћана. У наредним годинама насеље је било напуштено, да би након грађанског рата поново било обновљено.